# Lerdo de Tejada (Veracruz)
Lerdo de Tejada es una localidad del estado mexicano de Veracruz. Es cabecera del municipio de Lerdo de Tejada.

## Demografía
| Censo | Población |
| ----- | --------- |
| 1900  | 441       |
| 1910  | 1 696     |
| 1921  | 2 108     |
| 1930  | 3 443     |
| 1940  | 3 494     |
| 1950  | 4 732     |
| 1960  | 6 314     |
| 1970  | 11 628    |
| 1980  | 15 758    |
| 1990  | 18 964    |
| 1995  | 19 183    |
| 2000  | 18 539    |
| 2005  | 17 271    |
| 2010  | 18 715    |
| 2020  | 17 727    |